# Infekční keratokonjuktivitis skotu
Infekční keratokonjuktivitida skotu (IKKS), též infekční keratoconjuctivitis skotu se v anglicky mluvících zemích nazývá infectious bovine keratoconjunctivitis (IBK). Známá je též pod názvem pink-eye (růžové oko).
Infekce je způsobena bakterií Moraxella bovis; není přenosná na člověka. Bakterie je přenosná na ovce a kozy, ale u nich nezpůsobuje zrůžovění oka a klinické příznaky. Může se podílet společně s ostatními patogeny na infekčních onemocněních očí.

## Moraxella bovis
Moraxella bovis se šíří pomocí létajícího hmyzu, jako jsou mouchy. Je to gramnegativní aerobní bakterie, která vytváří endotoxin způsobující zánět oka.
Dalším patogenem, který se vyskytuje u IKKS, je Moraxella bovoculi. Podílí se na tvorbě vředu oka. Dalšími rizikovými faktory při výskytu IKKS je nález herpes viru číslo 1 (způsobuje IBR) a mycoplasma spp.
IKKS je sezónní onemocnění s vrcholem v jarních měsících. Skot na pastvě si běžně vytváří imunitu sám. Pokud je stádo bez imunity, může onemocnět až 80 % populace. Nemoc snižuje přírůstky masného skotu o více než 10 %, snižuje laktaci krav. Nejnáchylnější jsou telata, u kterých bakterie může způsobit trvalé postižení očí či slepotu.
Důležitý je rychlý zásah a léčba antibiotiky. Čím později se začne stádo léčit, tím horší jsou následky.

## Klinické příznaky
Na počátku infekce začíná postižené oko slzet. Následuje zrůžovění oka, zakalení, slepota. Změny na oku provází hnisavý zánět spojivek. Nemoc probíhá rychle, během několika dnů až týdne. Postiženy mohou být obě oči, zvíře zcela oslepne.
V další fázi se vytváří vřed na rohovce, který může prasknout. Pokud dojde k ruptuře bulvy, následuje sekundární infekce, která končí úhynem zvířete. Sekundární infekce se rozvíjí týdny. Prognóza u ruptury oka je vždy infaustní (nepříznivá).

## Prevence
Prevencí je vakcinace celého stáda před začátkem pastevního období, a to dvojí dávkou v rozmezí 14 dní (např. vakcínou Moraxebin nebo Moraxella Bovis Bacterin). Imunita je u 90 % zvířat účinná jeden rok. Ojediněle se ve vakcinovaném stádě vyskytnou i klinické příznaky a několik málo postižených jedinců je nutno léčit antibiotiky. Vakcinace stáda se každoročně opakuje.

## Léčba
Depotní antibiotikum (LA = long acting) nemocným jedincům v jediné injekční dávce (peniciliny, tetracyckliny). Každodenní lokální ošetření oka je možné, ale bez celkové léčby se nedoporučuje.
Oko je zakaleno i po úspěšné léčbě ještě mnoho týdnů až měsíců. Jako poslední vymizí (a někdy také ne) bílá tečka, pozůstatek očního vředu. Uzdravené zvíře vidí dobře, po prodělané nemoci má dlouhodobou imunitu.